# Suicide Silence
Suicide Silence är ett amerikanskt deathcoreband från Riverside i Kalifornien, bildat år 2002.
Gruppens sångare Mitch Lucker avled 2012.

## Medlemmar
Nuvarande medlemmar
- Chris Garza – rytmgitarr (2002–)
- Mark Heylmun – sologitarr (2005–)
- Alex Lopez – trummor (2006–)
- Dan Kenny – basgitarr (2008–)
- Hernan "Eddie" Hermida – sång (2013–)

Tidigare medlemmar
- Rick Ash – sologitarr (2002–2005)
- Josh Goddard – trummor (2002–2006)
- Mike Bodkins – basgitarr, bakgrundssång (2002–2008)
- Mitch Lucker – sång (2002–2012; död 2012)
- Tanner Womack – sång (2002)

## Diskografi
Studioalbum
- 2007 – The Cleansing
- 2009 – No Time to Bleed
- 2011 – The Black Crown
- 2014 – You Can't Stop Me
- 2017 – Suicide Silence
- 2020 – Become the Hunter
- 2023 – Remember... You Must Die

Livealbum
- 2014 – Ending Is the Beginning

EP
- 2005 – Suicide Silence EP
- 2009 – Wake Up
- 2015 – Sacred Words

Singlar
- 2007 – "The Price of Beauty"
- 2007 – "No Pity for a Coward"
- 2008 – "Bludgeoned to Death"
- 2008 – "Unanswered"
- 2008 – "Green Monster"
- 2009 – "Wake Up"
- 2010 – "Disengage"
- 2011 – "No Time to Bleed"
- 2011 – "Human Violence"
- 2011 – "You Only Live Once"
- 2011 – "Slaves to Substance"
- 2011 – "Fuck Everything"
- 2014 – "Cease to Exist"
- 2014 – "Don't Die"